# Мамонько, Иосиф Алексеевич
Ио́сиф Алексе́евич Мамо́нько (28 января 1889, деревня Залесье Слуцкого уезда Минской губернии (ныне Слуцкий район Минской области, Белоруссия) — 10 сентября 1937) — советский и белорусский политический деятель, публицист, в 1920-е годы живший также в Польше, Чехословакии и Латвии. Был крупным деятелем белорусского национализма.
В 1907—1917 годах входил в состав партии эсеров. В период Российской империи дважды оказывался под арестом, провёл в тюрьме в общей сложности 2 года и 10 месяцев. Во время Первой мировой войны был мобилизован в императорскую армию в звании младшего унтер-офицера. В мае 1917 года основал в Риге первое белорусское военное объединение. Был делегатом от 12-й армии III съезда БСГ (октябрь 1917 года), на котором оказался избран в ЦК. Был одним из организаторов и делегатов Первого Всебелорусского съезда (1917 год), членом Великой белорусской рады и заместителем председателя Центрального белорусского военного совета. Первый раз был арестован советскими властями 18 декабря 1917 года, затем повторно в 1918 году.
В 1918—1924 году состоял в БПС-Р, входил в её руководство, с 1921 года был членом бюро ЦК. С декабря 1919 года входил в состав президиума рады БНР.
Был арестован польскими властями, после освобождения переехал в Ковно. В начале 1921 года приехал в Минск, дабы иметь возможность отсюда руководить подпольной деятельностью белорусских националистов в Западной Белоруссии. В марте 1921 года был арестован советскими властями и доставлен в Москву, в апреле 1921 выслан в Казань, но сумел бежать и вновь оказался в Ковно. В конце 1922 года выехал в Чехословакию, где окончил три курса коммерческого института в Праге. Во время 2-й Всебелорусской конференции (1925 год) в Берлине выступил против роспуска правительства БНР, покинув после своего выступления конференцию. В 1928 году жил в Риге.
В сентябре 1928 года получил визу для приезда в СССР; 11 сентября, сразу же после приезда, был арестован ГПУ БССР на станции Бигосово, после чего отправлен в Москву. 3 января 1929 года был постановлением Коллегии ОГПУ СССР приговорён к 10 годам лагерей. 2 сентября 1937 года постановлением «тройки» НКВД Карельской АССР приговорён к расстрелу. Расстрелян в районе станции Медвежья Гора (урочище Сандармох) Карельской АССР (ныне Медвежьегорский район Республики Карелия, Россия). Реабилитирован прокуратурой Коми АССР 12 февраля 1989 года, прокурором Карелии 12 апреля 1989 года, Генеральная прокуратура России реабилитировала его 25 марта 1993 года.